# 今給黎教子
今給黎 教子（いまきいれ きょうこ、1965年1月21日 - ）は、日本の海洋冒険家。鹿児島県出身。

## 経歴
鹿児島県日置郡吹上町に生まれた。10歳のとき、小学校の教師をしていた父が死去する。
鹿児島市立紫原中学校時代、R・L・グレアムの航海記『ダブ号の冒険』を読み、ヨットに関心を持つ。1980年、鹿児島県立錦江湾高校に入学し、ヨット部に所属。1981年から1987年にかけて、国民体育大会のヨット競技に7年連続出場、高校総体で3位に入賞。高校卒業後、鹿児島市役所に就職し、ヨット部に所属。1987年、市役所を退職。
1988年、ヨット「海連垂乳根」で日本人女性として初めて、太平洋単独往復に成功した。1991年、オーストラリアから日本までの太平洋縦断レースで準優勝した。同年10月12日、日本人初の東回りでの単独無寄港世界一周に挑戦するため、ヨット「海連」で鹿児島を出航、翌1992年7月5日に帰還して成功した。堀江謙一に次ぐ日本人2人目、かつ女性では初めての達成だった。なお、鹿児島に帰港する直前、「合同記者会見以外のインタビュー、出演、撮影などを有料とする」と発表し、地元報道機関の間に波紋を広げた。対応は各社で分かれた。
1994年、環太平洋レースCクラスに出場した。1997年、国際帆船レースに出場した。
2024年6月17日、単独無寄港世界一周航海に用いたヨットが第8回ふね遺産（日本船舶海洋工学会）に認定された。

## 著書
- 『風になった私 : 単独無寄港世界一周278日の記録』毎日新聞社、1992年。